# 95982 Beish
95982 Beish è un asteroide della fascia principale. Scoperto nel 2004, presenta un'orbita caratterizzata da un semiasse maggiore pari a 2,3453435 UA e da un'eccentricità di 0,2846716, inclinata di 8,75416° rispetto all'eclittica.